# リンゴ油

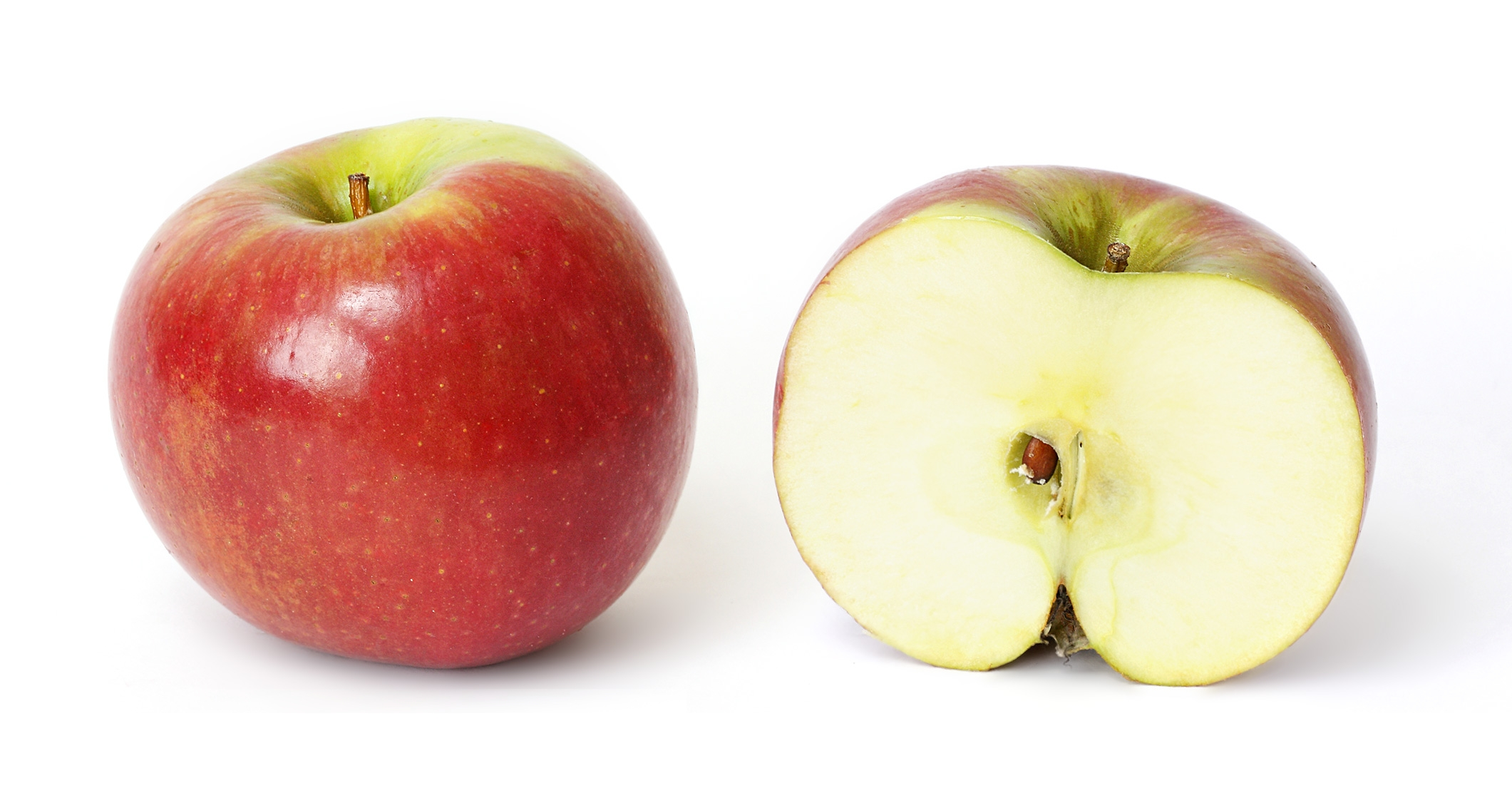
リンゴの断面図。中心の種子の部分から油が得られる。

リンゴ油(リンゴゆ、英: Apple seed oil)は、リンゴの種子に含まれる油脂である。化粧品や医薬品に用いられる。
2007年に行われたリンゴ油に関する研究で、リンゴの種子は、油脂とタンパク質をどちらも高い割合で含んでいることが明らかとなった（各々27.5-28%、33.8-34.5%）。アミノ酸の分析で、リンゴの種子は硫黄もかなり多く含んでいることが分かった。他に多量に見られた元素は、リン、カリウム、マグネシウム、カルシウム、鉄である。この研究では、油粕を動物飼料のサプリメントとして用いることができることも示された。
リンゴ種子には、代謝されるとシアン化水素を発生するアミグダリンも含まれる。